# El Pi Torrat
El Pi Torrat és una muntanya de 126 metres que es troba al municipi de Vilanova i la Geltrú, a la comarca del Garraf. Antigament era conegut com el puig Torrat. A mitjans de la dècada de 1960 s'hi va construir la urbanització del Corral d'en Milà al vessant de mar de la muntanya.